# Chhindwara
Chhindwara è una suddivisione dell'India, classificata come municipality, di 122 309 abitanti, capoluogo del distretto di Chhindwara, nello stato federato del Madhya Pradesh. In base al numero di abitanti la città rientra nella classe I (da 100 000 persone in su).

## Geografia fisica
La città è situata a 22° 4' 0 N e 78° 55' 60 E e ha un'altitudine di 674 m s.l.m.

## Società

### Evoluzione demografica
Al censimento del 2001 la popolazione di Chhindwara assommava a 122.309 persone, delle quali 63 583 maschi e 58 726 femmine. I bambini di età inferiore o uguale ai sei anni assommavano a 14 467, dei quali 7 593 maschi e 6 874 femmine. Infine, coloro che erano in grado di saper almeno leggere e scrivere erano 93 078, dei quali 51 538 maschi e 41 540 femmine.